# François Delaistre
Pour les articles homonymes, voir Delaistre.
François Nicolas Delaistre, dit François Delaistre ou François Delaître, né à Paris le 9 mars 1746, et mort dans la même ville le 23 avril 1832, est un sculpteur français.

## Biographie
Issu de la petite bourgeoisie parisienne, François Delaistre entre dans l'atelier de Louis-Claude Vassé à l'Académie royale de peinture et de sculpture, et remporte le premier prix de sculpture en 1772 pour le bas-relief Le Repas du roi Balthazar. Travaillant pendant un an à l'école royale des élèves protégés, il part ensuite en 1773 à Rome où il reste pendant quatre ans. Au Palais Mancini, siège de l'Académie de France à Rome, il côtoie les peintres François-André Vincent et Jacques Louis David. De retour à Paris, agréé par l'Académie le 30 juillet 1784, il n'est toutefois pas reçu comme académicien.
Delaistre expose au Salon de 1785 à 1824 des œuvres sculptées telles que Philoctète dans l'île de Lemnos (1785), Flore (1791), Hébé (1798), La Paix (1800). Il exécute également des bustes comme ceux de Paul Véronèse (1804), Karel Dujardin ou Pierre Puget (1824).
En 1806 on lui commande douze bas-reliefs destinés à la colonne de la Grande Armée, place Vendôme, à Paris. Réalisées en bronze, ces œuvres, jamais mises en place, furent finalement détruites.
Delaistre œuvre pour plusieurs églises, dont Saint-André-des-Arts ou Saint-Nicolas-des-Champs à Paris pour laquelle Louis XVIII lui commande une statue de La Vierge à l'Enfant. Il sculpte les Quatre Évangélistes du porche principal et les huit anges des tours de la cathédrale Sainte-Croix d'Orléans.
Ayant travaillé sous la direction de Soufflot pour le Panthéon de Paris, Delaistre conçoit un projet pour un monument à la gloire de l'architecte.  
Il meurt en 1832, victime de l'épidémie de choléra qui sévit alors dans la capitale.
Par leur style, les œuvres de Delaistre sont proches de celles d'Augustin Pajou ou de Pierre Cartellier[réf. nécessaire].

## Œuvres dans les collections publiques
- Besançon, musée des beaux-arts : Bacchus, terre cuite.
- Bordeaux, musée des beaux-arts : Phocion (1824), marbre[1].
- Fontainebleau, château de Fontainebleau, musée Napoléon 1er : Portrait de l'impératrice Marie-Louise (1813), buste en terre cuite.
- île d'Aix, musée napoléonien : Le comte Antoine Charles Louis de Lasalle, général de division (1775-1809) (1810), buste en terre cuite.
- Orléans, cathédrale Sainte-Croix : les Quatre évangélistes.
- Paris :
  - fondation Dosne-Thiers : Jérôme Bonaparte, statuette (?) en pied, terre cuite.
  - musée du Louvre :
    - Projet de monument à l'architecte Jacques-Germain Soufflot (vers 1792), groupe en terre cuite[2] ;
    - L'Amour et Psyché, groupe en marbre[3] ;
    - Nymphe de fontaine, statuette en terre cuite estampée[4] ;
    - Paolo Caliari, dit Paul Véronèse (1804), buste en marbre[5] ;
    - Pierre Puget (1824), buste en marbre[6].

  - Panthéon : plusieurs bas-reliefs.
- Versailles, châteaux de Versailles et de Trianon : Joseph Bonaparte, roi de Naples puis d'Espagne (1768-1844) (1808), statue en pied plus grande que nature en marbre, .

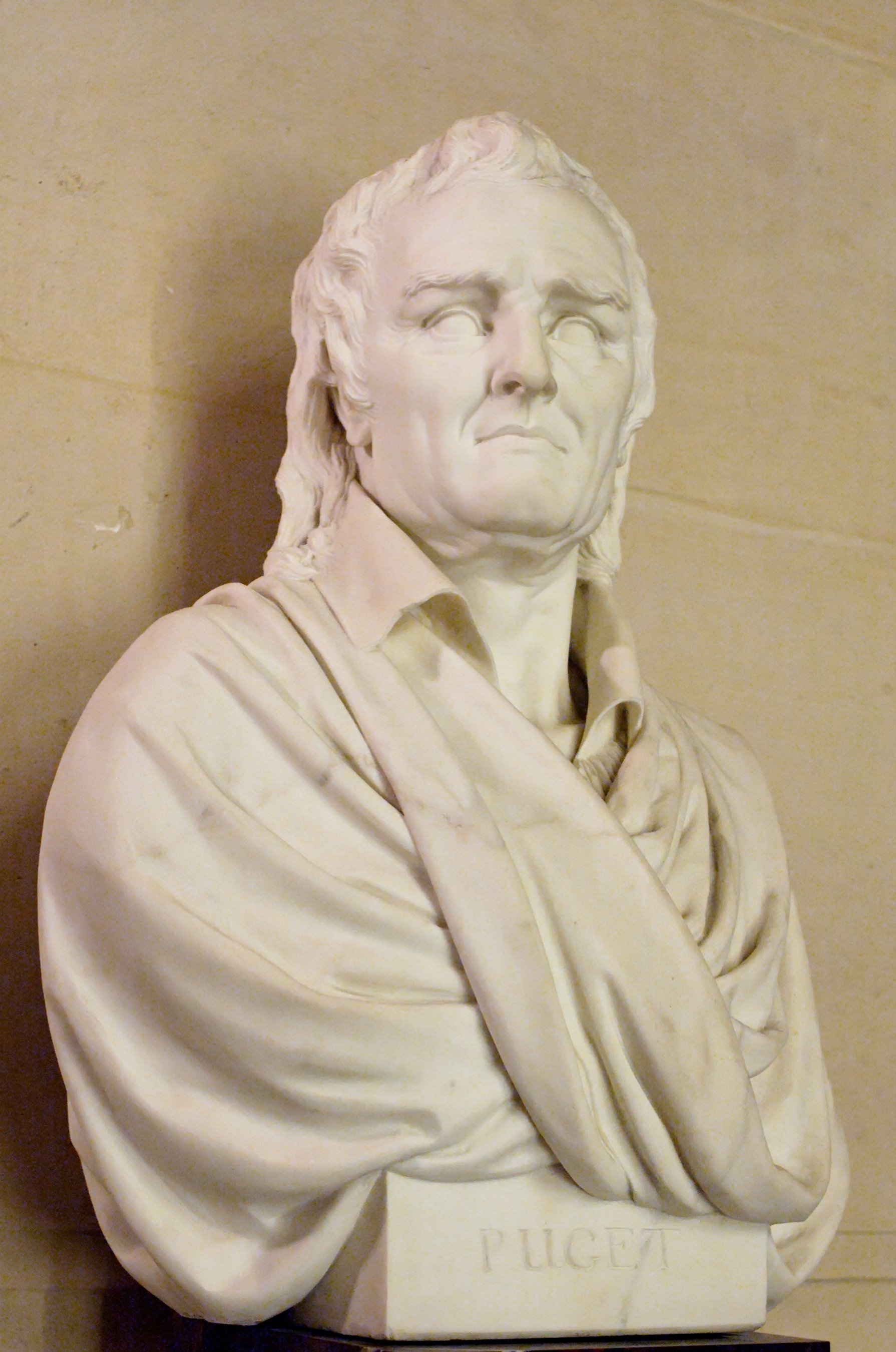
Pierre Puget (1827), Paris, musée du Louvre.
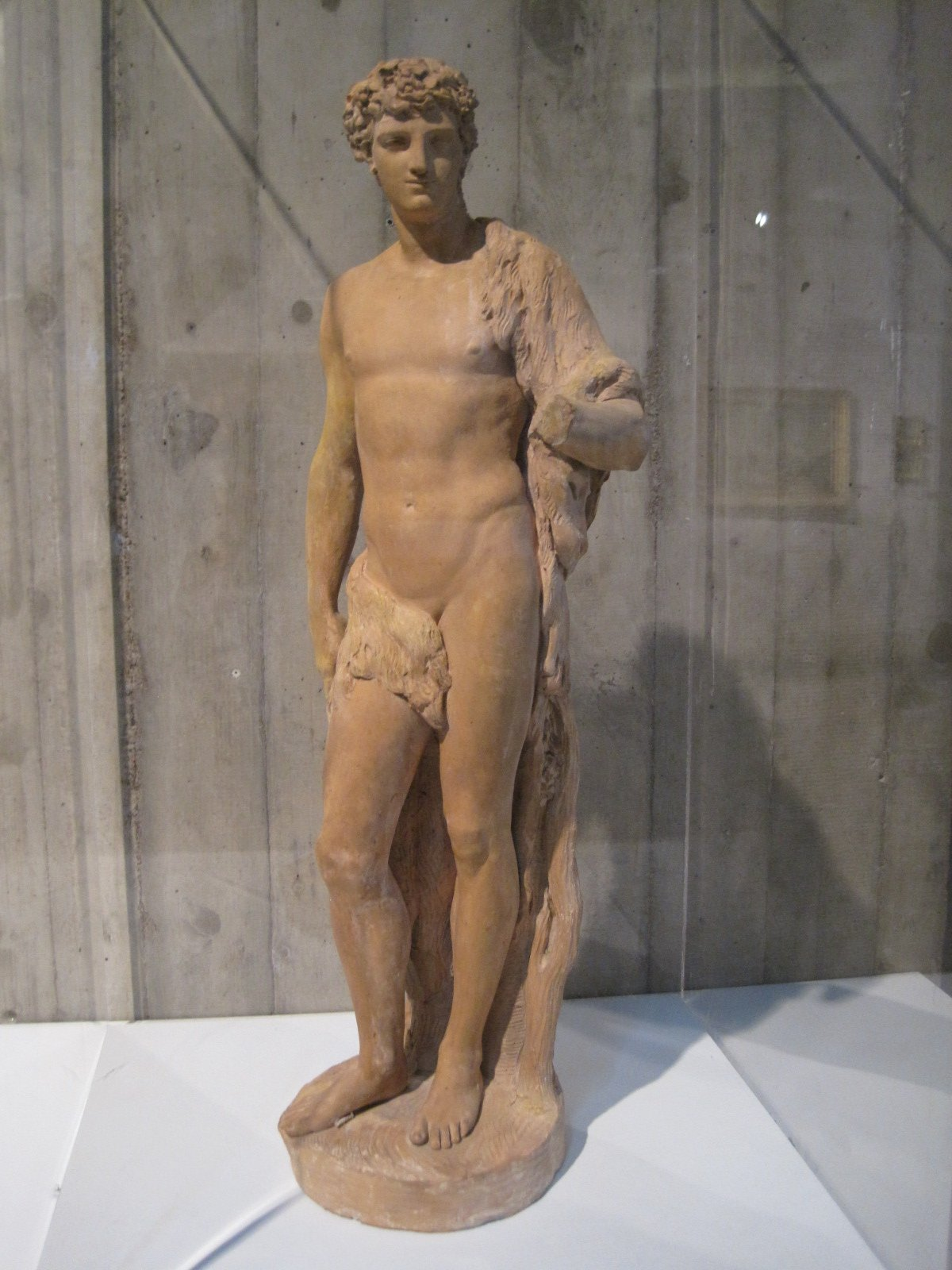
Bacchus, terre cuite, musée des beaux-arts de Besançon.